# Лунма
Лунма 龍馬 (lóngmǎ) — кінь-дракон, один з найзнаменитіших химерних мотивів китайської міфології. Згідно з коментарем до І-цзин, кобила лунма з'явилася з Хуанхе і винесла на спині схему, на основі якої були створені гексаграми — яо 爻 і триграми -багуа 八 卦. (Суміжним чином до Лунма виступає «містична черепаха» з річки Ло, на панцирі якої були накреслена інша категорія знаків. Див. Черепахи в китайській міфології.)
За твердженням трактату Чжоу лі, слово «дракон» використовувалося як епітет для коня зростом понад 8  чі .
Візуальне поєднання дракона і коня, однак, стало благодатним ґрунтом для літературних і художніх спекуляцій. Так, лунма описується як «крилатий кінь, покритий драконячою лускою, який не тоне, ступаючи по воді».
Образ лунма широко поширився в культурі Східної Азії. Так, фігура коня-дракона (竜 馬) увійшла в японську гру сьогі (将 棋), а саме слово стало популярним японським ім'ям.